# Mehun-sur-Yèvre
Mehun-sur-Yèvre é uma comuna francesa na região administrativa do Centro, no departamento Cher. Estende-se por uma área de 24,42 km². Em 2010 a comuna tinha 6 703 habitantes (densidade: 274,5 hab./km²).